# 台北市立大学
台北市立大学（たいぺいしりつだいがく、英語: University of Taipei、公用語表記: 臺北市立大學）は、台湾台北市中正区愛国西路1番に本部を置く、台北市の市立大学。2013年創立、2013年大学設置。大学の略称は北市大、UTaipei。

## 概観

### 大学全体
台北市立大学の前身は台北市立教育大学と台北市立体育学院である。2013年が合併して、現在の校名となった。台北市に新たにできた大学。

## 歴史

### 台北市立大学の沿革
2013年8月1日に 「台北市立教育大学」（1895年設立され）と「台北市立体育学院」（1968年年設立され）を合併し「台北市立大学」として開校する。

## 基礎データ

### 所在地
- 博愛キャンパス（台北市中正区愛国西路1）
- 天母キャンパス（台北市士林区忠誠路二段101）

## 組織
- 教育学部
  - 教育学科（大学・大学院）
  - 心理カウンセリング学科（大学・大学院修士課程）
  - 幼児教育学科（大学・大学院修士課程）
  - 特殊教育学科（大学・大学院）
  - 学習と媒材設計学科（大学・大学院修士課程）
  - 教育行政学研究所（大学院）
  - 児童発育コース（大学院修士課程）
  - 言語治療コース（大学院修士課程）
  - 特殊教育センター

- 人文芸術学部
  - 中国語文学科（大学・大学院）
  - 社会と公共事務学科
  - 歴史と地理学科（大学・大学院）
  - 音楽学科（大学・大学院修士課程）
  - 視覚芸術学科（大学・大学院修士課程）
  - 英語教育学科（大学・大学院修士課程）
  - 舞踊学科（大学・大学院修士課程）
  - 中国語教育学コース（大学院修士課程）
  - 芸術治療コース（大学院修士課程）
  - 社会科学教育コース（大学院修士課程）
  - 芸文センター
  - 儒学センター

- 理学部
  - 体育学科（大学・大学院修士課程）
  - 情報科学科（大学・大学院修士課程）
  - 応用物理・化学科（大学・大学院修士課程）
  - 数学科（大学・大学院修士課程）
  - 地球環境・生物資源学科（大学・大学院修士課程）
  - デジタル学習コース（大学院修士課程）
  - 科学教育センター

- 体育学部
  - 球技運動学科
  - 陸上運動学科
  - レジャー運動管理学科（大学・大学院修士課程）
  - 体育・健康運動学科（大学・大学院修士課程）
  - 水上運動学科
  - 武技運動学科
  - 運動芸術学科
  - 運動科学研究所（大学院）
  - 運動器材科技研究所（大学院修士課程）
  - 運動教育研究所（大学院修士課程）
  - 競技運動訓練研究所（大学院）
  - 障害者変換・レジャー教育研究所（大学院修士課程）

- 市政管理学部
  - 都市発展学科（大学・大学院修士課程）
  - 都市産業経営とマーケティング学科（大学・大学院修士課程）
  - 衛生福利学科（大学・大学院修士課程）

## 教員

### 歴代校長・学長

#### 両校時代歴代校長・学長
| 両校時代の校長・学長 | 両校時代の校長・学長 | 両校時代の校長・学長 | 両校時代の校長・学長                                                             | 両校時代の校長・学長 | 両校時代の校長・学長 | 両校時代の校長・学長 | 両校時代の校長・学長                   |
| 台北市立教育大学     | 台北市立教育大学     | 台北市立教育大学     | 台北市立教育大学                                                                 | 台北市立体育大学     | 台北市立体育大学     | 台北市立体育大学     | 台北市立体育大学                       |
| 代                   | 氏名                 | 任期                 | 註記                                                                             | 代                   | 氏名                 | 任期                 | 註記                                   |
| -------------------- | -------------------- | -------------------- | -------------------------------------------------------------------------------- | -------------------- | -------------------- | -------------------- | -------------------------------------- |
| 日本統治時代         | 日本統治時代         | 日本統治時代         | 日本統治時代                                                                     | まだ開校するないです | まだ開校するないです | まだ開校するないです | まだ開校するないです                   |
| 初代                 | 町田則文             | 1896年9月—1900年4月  | 台湾総督府国語学堂                                                               | まだ開校するないです | まだ開校するないです | まだ開校するないです | まだ開校するないです                   |
| 第2代                | 本田嘉種             | 1900年4月—1900年8月  |                                                                                  | まだ開校するないです | まだ開校するないです | まだ開校するないです | まだ開校するないです                   |
| 第3代                | 田中敬一             | 1900年8月—1906年9月  |                                                                                  | まだ開校するないです | まだ開校するないです | まだ開校するないです | まだ開校するないです                   |
| 第4代                | 持地六三郎           | 1906年9月—1907年5月  |                                                                                  | まだ開校するないです | まだ開校するないです | まだ開校するないです | まだ開校するないです                   |
| 第5代                | 本莊太一郎           | 1907年5月—1911年2月  |                                                                                  | まだ開校するないです | まだ開校するないです | まだ開校するないです | まだ開校するないです                   |
| 第6代                | 隈本繁吉             | 1911年2月—1919年6月  |                                                                                  | まだ開校するないです | まだ開校するないです | まだ開校するないです | まだ開校するないです                   |
| 第7代                | 太田秀穗             | 1919年6月—1922年6月  | 台湾総督府国語学堂→ 台湾総督府台北師範学校                                       | まだ開校するないです | まだ開校するないです | まだ開校するないです | まだ開校するないです                   |
| 第8代                | 志保田鉎吉           | 1922年6月—1931年8月  | 台湾総督府台北師範学校→ 台湾総督府台北第一師範学校                               | まだ開校するないです | まだ開校するないです | まだ開校するないです | まだ開校するないです                   |
| 第9代                | 濱武元次             | 1931年8月—1937年4月  |                                                                                  | まだ開校するないです | まだ開校するないです | まだ開校するないです | まだ開校するないです                   |
| 第10代               | 大浦精一             | 1937年4月—1945年8月  | 台湾総督府台北第一師範学校→ 台湾総督府台北師範学校                               | まだ開校するないです | まだ開校するないです | まだ開校するないです | まだ開校するないです                   |
| 中華民国統治期       |                      |                      |                                                                                  | まだ開校するないです | まだ開校するないです | まだ開校するないです | まだ開校するないです                   |
| 第11代               | 任培道               | 1945年11月—1953年8月 | 台湾総督府台北師範学校→ 台湾省立台北女子師範学校                                 | まだ開校するないです | まだ開校するないです | まだ開校するないです | まだ開校するないです                   |
| 第12代               | 秦則賢               | 1953年9月—1955年8月  |                                                                                  | まだ開校するないです | まだ開校するないです | まだ開校するないです | まだ開校するないです                   |
| 第13代               | 鄭昭懿               | 1955年8月—1964年7月  |                                                                                  | まだ開校するないです | まだ開校するないです | まだ開校するないです | まだ開校するないです                   |
| 第14代               | 熊芷                 | 1964年9月—1969年8月  | 台湾省立台北女子師範学校→ 台湾省立台北女子師範専科学校→ 台北市立女子師範専科学校 | まだ開校するないです | まだ開校するないです | まだ開校するないです | まだ開校するないです                   |
| 第15代               | 孫沛德               | 1969年8月—1984年6月  | 台北市立女子師範専科学校→ 台北市立師範専科学校                                   | 初代                 | 林鴻坦               | 1968年10月—1977年2月 | 台北市立体育専科学校初代校長           |
| 第16代               | 陳榮華               | 1984年6月—1986年7月  |                                                                                  | 第2代                | 劉邵本               | 1977年2月—1985年10月 |                                        |
| 第17代               | 毛連塭               | 1986年7月—1994年2月  | 台北市立師範専科学校→ 台北市立師範学院                                           | 第3代                | 蔡特龍               | 1985年10月—1994年3月 |                                        |
| 代理                 | 蔡秋來               | 1994年2月—1995年3月  |                                                                                  | 第4代                | 鄭虎                 | 1994年5月—2002年8月  | 台北市立体育専科学校→ 台北市立体育学院 |
| 第18代               | 林永喜               | 1995年3月—1998年2月  |                                                                                  | 第4代                | 鄭虎                 | 1994年5月—2002年8月  | 台北市立体育専科学校→ 台北市立体育学院 |
| 第19代               | 吳清山               | 1999年2月—2002年5月  | 2002年2月—2002年5月に代理                                                        | 第5代                | 楊忠和               | 2002年8月—2007年2月  | 天母キャンパスに移転                   |
| 第20代               | 鄧國雄               | 2002年5月—2005年7月  | 2005年5月—2005年7月に代理                                                        | 代理                 | 張明峰               | 2007年2月—2007年7月  |                                        |
| 代理                 | 林公欽               | 2005年8月—2005年12月 | 台北市立師範学院→ 台北市立教育大学                                               | 代理                 | 張明峰               | 2007年2月—2007年7月  |                                        |
| 第21代               | 劉源俊               | 2006年1月—2008年7月  |                                                                                  | 第6代                | 陳坤檸               | 2007年7月—2011年8月  |                                        |
| 第22代               | 林天祐               | 2008年8月—2013年2月  | 2008年2月—2008年7月に代理                                                        | 第7代                | 鄭芳梵               | 2011年8月—2013年8月  | 台北市立体育大学→ 台北市立大学         |
| 代理                 | 劉春榮               | 2013年2月—2013年7月  | 台北市立教育大学→ 台北市立大学                                                   | 第7代                | 鄭芳梵               | 2011年8月—2013年8月  | 台北市立体育大学→ 台北市立大学         |

#### 台北市立大学歴代学長
| 代    | 氏名   | 任期                 |
| ----- | ------ | -------------------- |
| 初代  | 戴遐齡 | 2013年8月～2021年8月 |
| 代理  | 邱英浩 | 2021年8月～2022年6月 |
| 代理  | 鄭玉卿 | 2022年6月～2022年8月 |
| 第2代 | 邱英浩 | 2022年8月～現任      |

## 主な出身者
- 余凱文（ソフトテニス選手）2019世界ソフトテニス選手権ダブルス優勝、2018アジア競技大会ミックスダブルス金メダル
- 林韋傑（ソフトテニス選手）2019世界ソフトテニス選手権ダブルス優勝